# Ultrasonografia wewnątrzwieńcowa

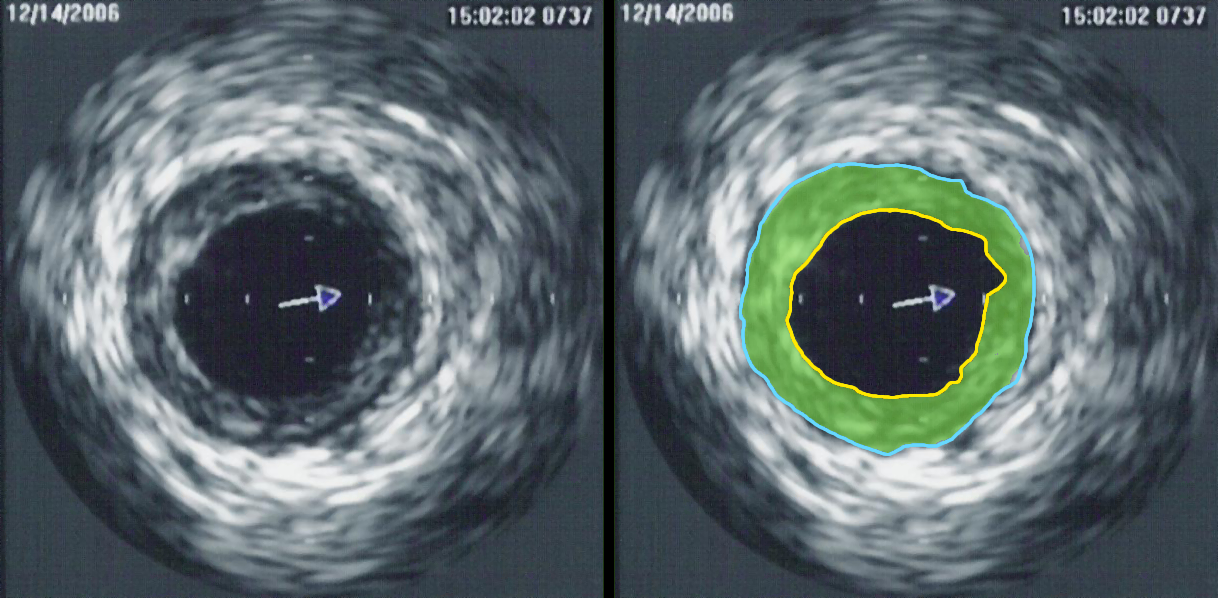
Obraz ultrasonografii wewnątrzwieńcowej. Po stronie prawej na zielono zaznaczono obszar blaszki miażdżycowej

Ultrasonografia wewnątrzwieńcowa (ang. intracoronary ultrasound, ICUS) – inwazyjne badanie ultrasonograficzne, będące odmianą ultrasonografii wewnątrznaczyniowej (intravascular ultrasound, IVUS), umożliwiające zobrazowanie światła i ściany naczynia wieńcowego.
Badanie polega na wprowadzeniu do światła naczynia wieńcowego miniaturowej głowicy ultrasonograficznej (o średnicy 1-1,5 mm), emitującej ultradźwięki o częstotliwości 20 - 50 MHz.
W trakcie wycofywania cewnika ultrasonograficznego uzyskuje się sekwencję poprzecznych przekrojów naczynia, która dzięki technikom komputerowym zostaje przedstawiona jako trójwymiarowa rekonstrukcja obrazowanego naczynia.

## Wskazania i przygotowanie pacjenta
Wskazania do badania, jak również sposób przygotowania pacjenta, jest identyczny jak do badania koronarograficznego. Przed badaniem podaje się heparynę, a trakcie badania nitroglicerynę dowieńcowo (aby zapobiec skurczowi naczynia wieńcowego).

## Przeciwwskazania
- lokalizacja zwężeń tętnic wieńcowych w odcinkach o krętym przebiegu
- całkowite zamknięcie światła naczynia wieńcowego
- zmiany w naczyniach o mniejszej średnicy niż średnica cewnika

## Powikłania
- przebicie tętnicy wieńcowej
- rozwarstwienie ściany naczynia wieńcowego
- obkurczenia tętnicy wieńcowej na cewniku, pomimo podania, lub zanim zostanie podana nitrogliceryna
- bardzo rzadko zawał mięśnia sercowego